# Lytorhynchus
Lytorhynchus es un género de serpientes de la familia Colubridae. Sus especies se distribuyen por una ancha franja que va desde el norte de África hasta el occidente de la India.

## Especies
Se reconocen las siguientes:
- Lytorhynchus diadema (Duméril, Bibron & Duméril, 1854)
- Lytorhynchus gasperetti Leviton, 1977
- Lytorhynchus kennedyi Schmidt, 1939
- Lytorhynchus maynardi Alcock & Finn, 1897
- Lytorhynchus paradoxus (Günther, 1875)
- Lytorhynchus ridgewayi Boulenger, 1887